# Alwar
La ciudad de Alwar (en rajastaní: अलवर), reconocida por sus paisajes idílicos, es el centro administrativo del distrito del mismo nombre, y fue en la antigüedad capital del estado principesco de Alwar o Ulwar durante la India británica.
La ciudad se encuentra a unos 160 kilómetros al sur de Nueva Delhi y a unos 150 kilómetros al norte de la capital de Rajastán, Jaipur. Alwar se encuentra a una altitud de unos 271 metros y tiene una población de unos 170.000 habitantes.

## Historia
En un principio, cuando fue formada la ciudad, era conocida como Ulwar. Pero como este nombre le colocaba en la última posición en las listas ordenadas alfabéticamente, el rey cambió su nombre por el de Alwar para que ocupara el primer lugar. El estado principesco de Alwar fue fundado por Pratap Singh, un Rajput del linaje de los Kachwaha, en la segunda mitad del siglo XVIII. Su hijo adoptivo, Bakhtawar Singh, ayudó a los británicos contra los Marathas. Después de la batalla de Laswari (1803), Alwar se convirtió en el primer estado de Rajputana sellando así el tratado de la "Alianza de ofensiva y defensiva" con la compañía de las indias orientales. Unos años después, Baktawar Singh se atrevió a realizar una incursión armada dentro de su vecina Jaipur, el antiguo estado de Kachwaha. Bakhtawar Singh fue derrotado. Más tarde se le prohibió ningún tipo de relaciones políticas con otros estados sin el consentimiento de los británicos. Durante el motín de Sepoy en 1857, Raoraja Bane Singh envió una fuerza formada principalmente por musulmanes y rajputs, para aliviar a la guarnición británica en Agra.
Los musulmanes abandonaron y el resto fue derrotado por los rebeldes.
Después de la independencia de la India en 1947, Alwar accedió a formar parte del país. El 18 de marzo de 1948, el estado se fusionó con tres estados principescos vecinos (Bharatpur, Dholpur y Karauli) para así formar la Unión Matsya. Esta unión se fusionó más tarde con la India. El 15 de mayo de 1949, fue unido con otros estados principescos así como con el territorio de Ajmer formando de esta manera el actual estado de Rajastán.
Jai Dayal Yaday y el primer ministro de la unión Matsya, Shobha Ram Kumawat, jugaron un papel muy importante para llevar educación a las áreas más rurales de Alwar después de la independencia.

## Atractivos turísticos
En Alwar se puede disfrutar de interesantes monumentos históricos. Está rodeada por una muralla, un foso y dispone de una fortaleza, así como de espléndidos palacios.
El Santuario Nacional de Sariska está localizado en las colinas de Aravalli, a tan solo unos pocos kilómetros de Alwar. Este santuario, el cual es reserva protegida de tigres, acoge a gran cantidad de especies, especialmente pájaros y plantas.

### Fairy Queen
El Fairy Queen tiene el motor más antiguo del mundo que todavía está en funcionamiento. El motor fue construido en el año 1855 y fue adquirido por el ferrocarril de la india oriental a una empresa británica. Ahora el tren es un gran y famoso medio de transporte que sale de Delhi y llega hasta Alwar. Este tren ha ganado el premio nacional de turismo debido a este servicio, dándonos una idea sobre la importancia de los servicios que presta. Este viaje en tren pasa además por el famoso santuario de vida salvaje de Alwar, el parque nacional de Sariska.

## Gastronomía
En Alwar se hace un dulce llamado Milkcake, que aunque es famoso también en otros lugares, se exporta desde aquí a otros sitios. También se dedican a la elaboración de aceite de semillas, a la porcelana y al algodón.